# Vavin (metrostation)
Vavin is een station van de metro in Parijs langs metrolijn 4, op de grens van het 6e en 14e arrondissement.
Het station bevindt zich op de kruising van de Boulevard Montparnasse en de Boulevard Raspail. Het werd op 9 januari 1910 geopend. Het station is vernoemd naar de rue Vavin, die op zijn beurt weer vernoemd is naar Alexis Vavin, een 19e-eeuwse politicus en tegenstander van Napoleon III.
Porte de Clignancourt · 
Simplon · 
Marcadet - Poissonniers · 
Château Rouge · 
Barbès - Rochechouart · 
Gare du Nord · 
Gare de l'Est · 
Château d'Eau · 
Strasbourg - Saint-Denis · 
Réaumur - Sébastopol · 
Étienne Marcel · 
Les Halles · 
Châtelet · 
Cité · 
Saint-Michel · 
Odéon · 
Saint-Germain-des-Prés · 
Saint-Sulpice · 
Saint-Placide · 
Montparnasse - Bienvenüe · 
Vavin · 
Raspail · 
Denfert-Rochereau · 
Mouton-Duvernet · 
Alésia · 
Porte d'Orléans ·
Mairie de Montrouge ·
Barbara ·
Bagneux - Lucie Aubrac